# Hans Joachim Kißling
Hans Joachim Kißling (auch Hans[-]Joachim Kissling geschrieben; * 8. September 1912 in Giesing (München); † 10. Oktober 1985 in Gauting) war ein deutscher Orientalist und Turkologe sowie Professor und Lehrstuhlinhaber für Geschichte und Kultur des islamischen Orients sowie für Turkologie in München.

## Leben

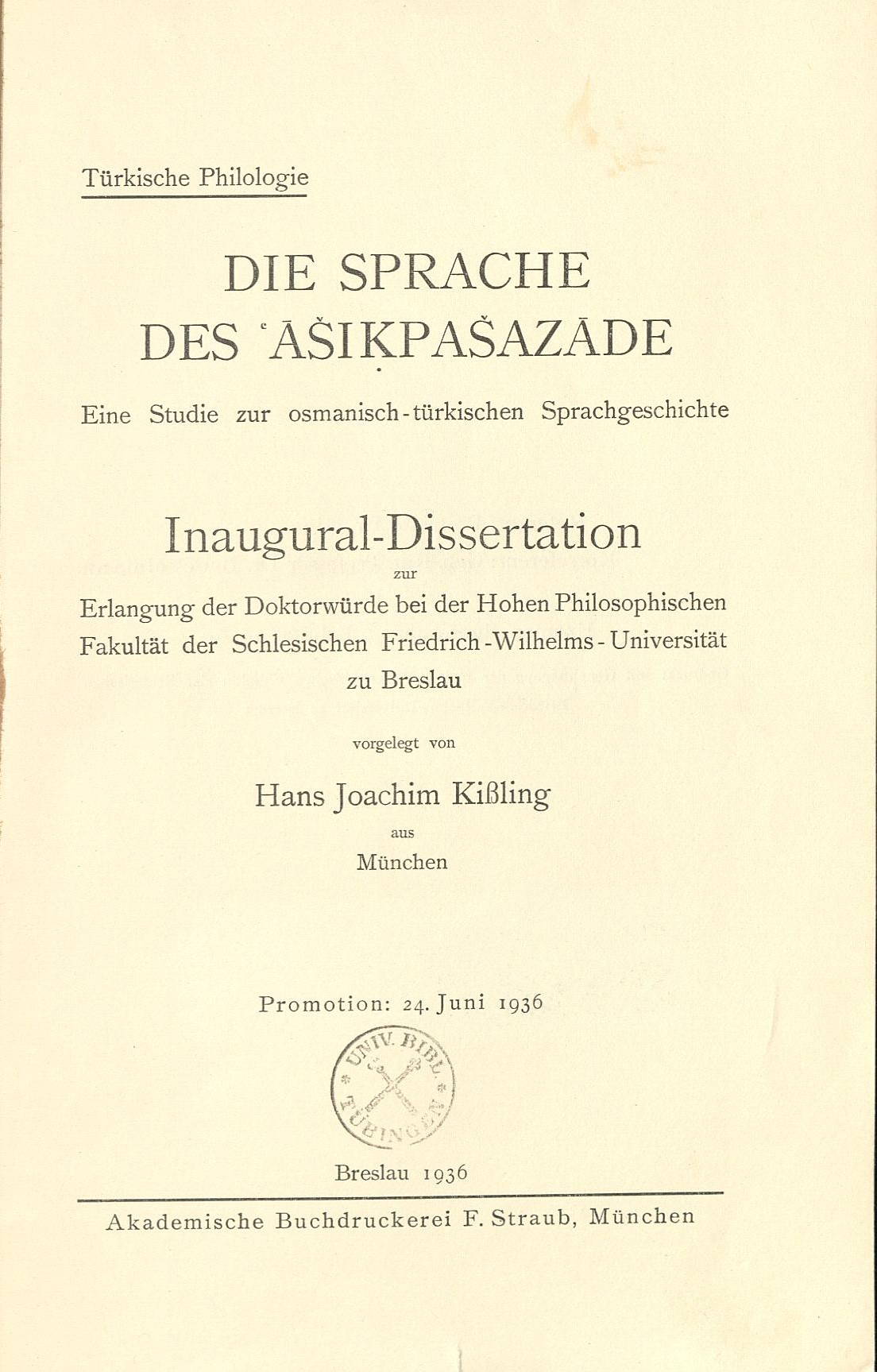
Dissertation 1936

Hans Joachim Kißling wurde 1912 in München geboren. Nach dem Abitur am Theresien-Gymnasium München studierte er Altaische Sprachen, Iranische Sprachen und Allgemeines Staatsrecht an der Ludwig-Maximilians-Universität München. 1931 wurde er Mitglied des Corps Transrhenania. Als Inaktiver wechselte er an die Universität Wien, die Universität Istanbul und die Schlesische Friedrich-Wilhelms-Universität. In Breslau bestand er 1935 das Staatsexamen. Mit einer Doktorarbeit über Aschikpaschazade wurde er im selben Jahr bei Friedrich Giese und Carl Brockelmann promoviert. Zu seinen weiteren Lehrern gehörten Gotthelf Bergsträsser, Fritz Hommel, Karl Süßheim, Franz Taeschner, Wilhelm Geiger, Herbert Jansky, Theodor Seif und der Staatsrechtler Hans Helfritz. 1935 ging er als Assistent an das Orientalische Institut der Universität Leipzig. Aus der 1939 geschlossenen Ehe gingen drei Töchter hervor.
Ab 1940 nahm er im Artillerie-Regiment 50 in Chemnitz am Zweiten Weltkrieg teil (Feldwebel d. R.). Zwischenzeitlich wurde er zweimal für Tätigkeiten ins Auswärtige Amt einberufen. Nach Kriegsende zunächst Privatgelehrter in München, habilitierte er sich 1949 an der Universität München. Nach sechs Jahren als Privatdozent wurde er 1955 zum außerplanmäßigen Professor ernannt. Als ordentlicher Professor übernahm er 1959 den Lehrstuhl und das Institut für Geschichte und Kultur des Nahen Orients sowie Turkologie. 1980 wurde er emeritiert. Er lebte zuletzt in Gauting. Fast erblindet starb er nach langer schwerer Krankheit im Alter von 73 Jahren. Seine letzte Ruhestatt fand er auf dem Ostfriedhof (München).
Schwerpunkte seines wissenschaftlichen Wirkens waren die türkische Linguistik, besonders die Untersuchung der älteren türkischen Sprachdenkmäler, sowie die Herausgabe der Osmanisch-türkischen Grammatik, Fragen der Topographie der türkischen Stadt und ihrer Stellung in Recht, Wirtschaft und Gesellschaft. Bahnbrechend waren seine Studien über das islamische Heiligenwesen und türkisch-islamische Männerbünde.

## Ehrungen
- Medaille zur Erinnerung an den Kreuzzug gegen den Kommunismus
- Ehrenurkunde „Für Erforschung und Bekanntmachung türkischer Kultur“ zum 50. Tag der Republik (Türkei)
- Ordentliches Mitglied der  Bayerischen Akademie der Wissenschaften
- Mitglied der Südosteuropa-Gesellschaft (München)
- Ehrenmitglied des Centro Internazionale de Studie Albanesi in Palermo.
- Träger des Ehrenbandes des Corps Transrhenania (1971)

## Veröffentlichungen (Auswahl)

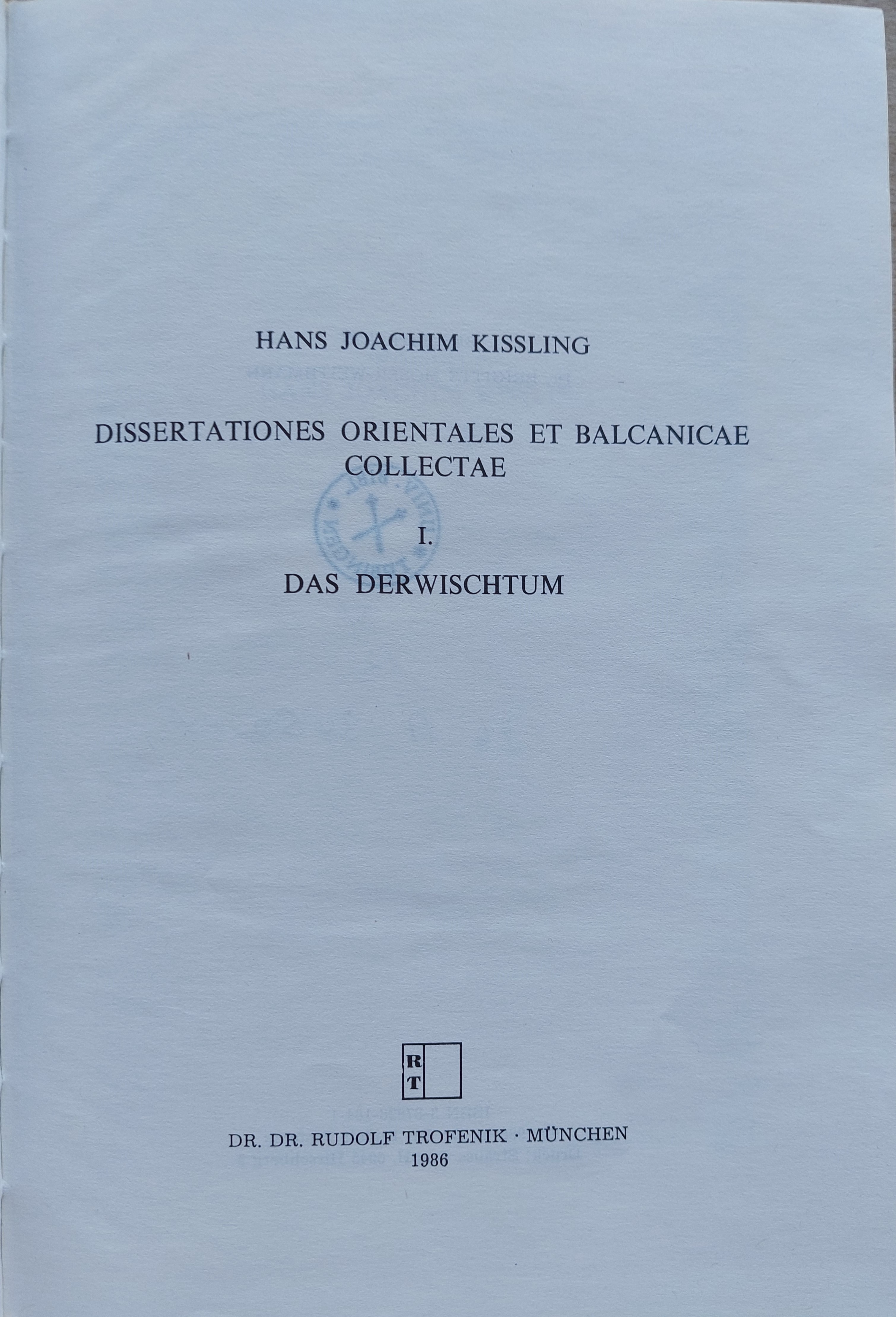
Postume Werkausgabe, Teil 1, 1986

- Osmanisch-Türkische Grammatik. Harrassowitz, Wiesbaden 1960
- 'Ušâqîzâde's Lebensbeschreibungen berühmter Gelehrter und Gottesmänner des Osmanischen Reiches im 17. Jahrhundert (Zeyl-i Šaqâ'iq) Ibrāhīm Ibn-'Abdalbāqī. Harrassowitz, Wiesbaden 1965
- The Last Great Muslim Empires – History of the Muslim World. 3 Bände, übersetzt von Frank Ronald Charles Bagley. Leiden 1960; 1969 (mit Vorworten von Jane Hathaway, Arthur Waldron und Richard M. Eaton); 1996 (mit Einführung von Ricard M. Eaton)  Digitalisat
- mit Bedriye Atsiz: Sammlung türkischer Redensarten. Harrassowitz, Wiesbaden 1974.
- Rechtsproblematiken in den christlich-muslimischen Beziehungen, vorab im Zeitalter der Türkenkriege. Graz 1974.
- Probleme der älteren osmanischen Schwarzmeer-Kartographie. München 1978.
- Hintergrundprobleme in der islamistischen Geschichtsforschung. Graz 1979.
- Serta Balcanica-Orientalia Monacensia. Trofenik, München 1981.
- Dissertationes Orientales et Balcanicae collectae, Teil 1: Das Derwischtum. 1986.
- Dissertationes Orientales et Balcanicae collectae, Teil 2: Sultan Bajezid II. und der Westen. 1988.
- Dissertationes Orientales et Balcanicae collectae, Teil 3: Die Osmanen und Europa. 1991.